# Естонија на Зимским олимпијским играма 2010.
Естонија је први пут учествовала на Зимским олимпијским играма 1928, а до распада СССР на свим одржаним до сада. Укупно 8 пута.
На Играма 2010. у Ванкуверу у Британској Колумбији у Канади, Естонију је представљало 30 такмичара (18 мушкараца и 12 жена) који су се такмичили у 4 дисциплине.
Заставу Естоније на церемонији отварања носио је биатлонац Роланд Лесинг, а на затварању једина освајачица олимпијске медаље Кристина Шмигун-Васхи.
У укупнпм пласману Естонија је заузела 25 место са једном сребрном освојеном медаљом. 

## Освајачи медаља
Естонија је освојила 1 сребрну медаљу.

### Сребро
- Кристина Шмигун-Васхи – Скијашко трчање, 10 километара слободно

## Учесници по спортовима
| Спорт             | Мушкарци | Жене | Укупно |
| ----------------- | -------- | ---- | ------ |
| Алпско скијање    | 1        | 1    | 2      |
| Биатлон           | 5        | 4    | 9      |
| Скијашко трчање   | 10       | 4    | 14     |
| Уметничко клизање | 2        | 3    | 5      |
| Укупно(4)         | 18       | 12   | 30     |

## Алпско скијање

### Жене
| Такмичарка    | Дисциплина | Резултати     | Резултати     | Резултати     | Резултати     | Резултати     |
| Такмичарка    | Дисциплина | 1. вожња      | 2. вожња      | Укупно        | Заостатак     | Пласман       |
| ------------- | ---------- | ------------- | ------------- | ------------- | ------------- | ------------- |
| Тију Нурмберг | Слалом     | 58,91 (52)    | 55,13 (41)    | 1:57,99       | 15,10         | 42 / 55 (87)  |
| Тију Нурмберг | Велеслалом | Није завршила | Није завршила | Није завршила | Није завршила | Није завршила |

### Мушкарци
| Такмичар     | Дисциплина | Резултати    | Резултати    | Резултати    | Резултати    | Резултати             |
| Такмичар     | Дисциплина | 1. трка      | 2. трка      | Укупно       | Заостатак    | Пласман/учес. (укуп.) |
| ------------ | ---------- | ------------ | ------------ | ------------ | ------------ | --------------------- |
| Дејвид Опрја | Велеслалом | 1:29,27 (74) | 1:31,51 (64) | 3:00,78      | 22,98        | 66 / 81 (103)         |
| Дејвид Опрја | Слалом     | Није завршио | Није завршио | Није завршио | Није завршио | Није завршио          |

## Биатлон

### Мушкарци
| Такмичар                                             | Дисциплина  | Резултати                                 | Резултати                                                    | Резултати        | Резултати        |
| Такмичар                                             | Дисциплина  | Време                                     | Промашаји                                                    | Заостатак        | Пласман/учес.    |
| ---------------------------------------------------- | ----------- | ----------------------------------------- | ------------------------------------------------------------ | ---------------- | ---------------- |
| Индрек Тобрелутс                                     | Спринт      | 26:18,9                                   | 1 (0+1)                                                      | 2:11,1           | 31 / 87 (88)     |
| Индрек Тобрелутс                                     | Потера      | 37:29,0                                   | 5 (2+0+2+1)                                                  | 3:50,6           | 48 / 59 (60)     |
| Каури Коив                                           | Спринт      | 26:56,0                                   | 2 (1+1)                                                      | 2:48,2           | 48 / 87 (88)     |
| Каури Коив                                           | Потера      | 37:45,5                                   | 4 (0+1+2+1)                                                  | 4:07.1           | 50 / 59 (60)     |
| Каури Коив                                           | Појединачно | 53:22,4                                   | 3 (1+0+1+1)                                                  | 6:14,2           | 44 / 88 (88)     |
| Мартен Калдве                                        | Спринт      | 28:07,7                                   | 2 (2+1)                                                      | 3:59,9           | 74 / 87 (88)     |
| Мартен Калдве                                        | Потера      | Није се пласирао                          | Није се пласирао                                             | Није се пласирао | Није се пласирао |
| Мартен Калдве                                        | Појединачно | 57:56,7                                   | 6 (1+1+2+2)                                                  | 9:34,2           | 81 / 88 (88)     |
| Роланд Лесинг                                        | Спринт      | 27:26,0                                   | 3 (2+1)                                                      | 3:18,2           | 62 / 87 (88)     |
| Роланд Лесинг                                        | Потера      | Није се пласирао                          | Није се пласирао                                             | Није се пласирао | Није се пласирао |
| Роланд Лесинг                                        | Појединачно | 55:29.8                                   | 5 (3+0+1+1)                                                  | 7:07.3           | 65 / 88 (88)     |
| Priit Viks                                           | Појединачно | 51:38,1                                   | 1 (1+0+0+0)                                                  | 3:15,6           | 20 / 88 (88)     |
| Priit Viks Каури Коив Индрек Тобрелутс Роланд Лесинг | штафета     | 1:28:16,5 21:07,1 22:39,6 21:54,3 22:35,5 | 13 (3+7 0+3) 3 (0+0 0+3) 4 (1+3 0+0) 1 (0+1 0+0) 5 (2+3 0+0) | 6:38,4           | 14 / 19 (19)     |

### Жене
| Такмичар                                          | Дисциплина  | Резултати                                 | Резултати                                                    | Резултати         | Резултати         |
| Такмичар                                          | Дисциплина  | Време                                     | Промашаји                                                    | Заостатак         | Пласман/учес.     |
| ------------------------------------------------- | ----------- | ----------------------------------------- | ------------------------------------------------------------ | ----------------- | ----------------- |
| Евели Сауе                                        | Спринт      | 22:23,3                                   | 2 (1+1)                                                      | 2:27,7            | 83 / 88 (89)      |
| Евели Сауе                                        | Потера      | престигнута за круг                       | 7 (1+2+4+ )                                                  | Нема пласман      | Нема пласман      |
| Евели Сауе                                        | Појединачно | 45:27,9                                   | 2 (1+0+0+1)                                                  | 4:35,1            | 42 / 86 (87)      |
| Кадри Лехтла                                      | Спринт      | 22:34,2                                   | 2 (2+0)                                                      | 2:38,6            | 83 / 88 (89)      |
| Кадри Лехтла                                      | Потера      | Није се пласирала                         | Није се пласирала                                            | Није се пласирала | Није се пласирала |
| Кадри Лехтла                                      | Појединачно | 45:43,0                                   | 2 (1+0+1+0)                                                  | 4:50,2            | 45 / 86 (87)      |
| Кристел Вигипу                                    | Спринт      | 23:57,1                                   | 2 (0+2)                                                      | 4:01.5            | 83 / 88 (89)      |
| Кристел Вигипу                                    | Потера      | Није се пласирала                         | Није се пласирала                                            | Није се пласирала | Није се пласирала |
| Сирли Хани                                        | Спринт      | 23:57,8                                   | 2 (2+0)                                                      | 4:02,2            | 84 / 88 (89)      |
| Сирли Хани                                        | Потера      | Није се пласирала                         | Није се пласирала                                            | Није се пласирала | Није се пласирала |
| Кадри Лехтла Евели Сауе Сирли Хани Кристел Вигипу | штафета     | 1:17:55,5 18:49,8 18:15,4 20:06,6 20:43,7 | 18 (2+9 0+7) 4 (0+2 0+2) 2 (0+1 0+1) 5 (1+3 0+1) 7 (1+3 0+3) | 8:19,2            | 18 / 19 (19)      |

## Скијашко трчање

### Жене
| Име                      | Дисциплина     | Квалификације         | Квалификације         | Четвртфинале          | Четвртфинале          | Полуфинале            | Полуфинале            | Финале                | Финале                |
| Име                      | Дисциплина     | Време                 | Пласман               | Време                 | Пласман               | Време                 | Пласман               | Време                 | Пласман               |
| ------------------------ | -------------- | --------------------- | --------------------- | --------------------- | --------------------- | --------------------- | --------------------- | --------------------- | --------------------- |
| Triin Ojaste             | Спринт         | 3:52,31               | 14.26                 | Није се квалификовала | Није се квалификовала | Није се квалификовала | Није се квалификовала | Није се квалификовала | 37 / 54               |
| Kaija Udras              | Спринт         | 3:51,05               | 13,00                 | Није се квалификовала | Није се квалификовала | Није се квалификовала | Није се квалификовала | Није се квалификовала | 31 / 54               |
| Kaija Udras              | 15 км потера   | Није се квалификовала | Није се квалификовала | Није се квалификовала | Није се квалификовала | Није се квалификовала | Није се квалификовала | Није се квалификовала | Није се квалификовала |
| Кристина Шмигун-Вахи     | 15 км потера   | Није се квалификовала | Није се квалификовала | Није се квалификовала | Није се квалификовала | Није се квалификовала | Није се квалификовала | Није се квалификовала | Није се квалификовала |
| Кристина Шмигун-Вахи     | 10 км слободно |                       |                       |                       |                       |                       |                       | 25:05,0               | 2                     |
| Tatjana Mannima          |                |                       |                       |                       |                       |                       | 28:13,0               | 58 / 78               |                       |
| Tatjana Mannima          | 15 км потера   |                       |                       |                       |                       |                       |                       | 44:24,2               | 44 / 62 (68)          |
| Triin Ojaste Kaija Udras | спринт екипно  |                       |                       |                       |                       | 20:02,2               | 8                     | Нису се квалификовале | 16 / 18               |

### Мушкарци
| Име                                         | Дисциплина     | Квалификације | Квалификације | Четвртфинале         | Четвртфинале         | Полуфинале                                | Полуфинале           | Финале                | Финале                | Финале       |
| Име                                         | Дисциплина     | Време         | Пласман       | Време                | Пласман              | Време                                     | Пласман              | Време                 | Заостатак             | Пласман      |
| ------------------------------------------- | -------------- | ------------- | ------------- | -------------------- | -------------------- | ----------------------------------------- | -------------------- | --------------------- | --------------------- | ------------ |
| Kein Einaste                                | Спринт         | 3:59,19       | 24,62         | Није се квалификовао | Није се квалификовао | Није се квалификовао                      | Није се квалификовао | Није се квалификовао  | Није се квалификовао  | 59 / 62      |
| Петер Кумел                                 | Спринт         | 3:37,99       | 3,42 (9)      | 3:42,4               | 0,6                  | Није се квалификовао                      | Није се квалификовао | Није се квалификовао  | Није се квалификовао  | 14 / 62      |
| Timo Simonlatser                            | Спринт         | 3:40.65       | 6,08 (25)     | 3:42,2               | 8,7                  | Није се квалификовао                      | Није се квалификовао | Није се квалификовао  | Није се квалификовао  | 27 / 62      |
| Anti Saarepuu                               | Спринт         | 3:45,44       | 10,87         | Није се квалификовао | Није се квалификовао | Није се квалификовао                      | Није се квалификовао | Није се квалификовао  | Није се квалификовао  | 42 / 62      |
| Aivar Rehemaa                               | 15 km слободно |               |               |                      |                      |                                           |                      | 36:13,5               | 2:37,2                | 51 / 95 (96) |
| Aivar Rehemaa                               | 30 км потера   |               |               |                      |                      |                                           |                      | 1:21:15,8             | 6:04,4                | 37 / 56 (64) |
| Aivar Rehemaa                               | 50 км класично |               |               |                      |                      |                                           |                      | 2:10:57,6             | 5:22,1                | 34 / 48 (55) |
| Algo Kärp                                   | 50 км класично |               |               |                      |                      |                                           |                      | 2:13:49,6             | 8:14,1                | 41 / 48 (55) |
| Jaak Mae                                    | 50 км класично |               |               |                      |                      |                                           |                      | 2:10:41,3             | 5:05,8                | 30 / 48 (55) |
| Andrus Veerpalu                             | 50 км класично |               |               |                      |                      |                                           |                      | 2:05:41.6             | 6,1                   | 6 / 48 (55)  |
| Karel Tammjärv                              | 15 km слободно |               |               |                      |                      |                                           |                      | 37:38,4               | 4:02,1                | 67 / 95 (96) |
| Karel Tammjärv                              | 30 км потера   |               |               |                      |                      |                                           |                      | 1:23:02,9             | 7:51,5                | 46 / 56 (64) |
| Каспар Кок                                  | 30 км потера   |               |               |                      |                      |                                           |                      | 1:22:40,3             | 7:28.9                | 42 / 56 (64) |
| Anti Saarepuu Петер Кумел                   | спринт екипно  |               |               |                      |                      | 19:27.6                                   | 8                    | Нису се квалификовали | Нису се квалификовали | 17 / 42      |
| Algo Kärp Jaak Mae Aivar Rehemaa Каспар Кок | Штафета        |               |               |                      |                      | 1:51:41,2 29:54,6 28:43,4 25:50,0 27:13,2 | 6:35,8               | Нису се квалификовали | Нису се квалификовали | 14 / 14      |

## Уметничко клизање
| Клизач/ица                      | Дисциплина    | Обавезни састав | Обавезни састав | Кратки програм | Кратки програм | Слободни састав | Слободни састав | Укупно | Укупно       |
| Клизач/ица                      | Дисциплина    | Оцене           | Пласман         | Оцене          | Пласман        | Оцене           | Пласман         | Оцене  | Пласман      |
| ------------------------------- | ------------- | --------------- | --------------- | -------------- | -------------- | --------------- | --------------- | ------ | ------------ |
| Јелена Глебова                  | Жене          |                 |                 | 50,80          | 20             | 83,39           | 22              | 134,19 | 21 / 30 (30) |
| Марија Сергејевава / Иља Глебов | Парови        |                 |                 | 42,18          | 18             | 82,72           | 19              | 124,90 | 19 / 20 (20) |
| Ирина Шторк / Taavi Rand        | Плесни парови | 21,73           | 23              | 35,21          | 23             | 58,24           | 23              | 115,18 | 23 / 23 (23) |